# میلستات
میلستات (به آلمانی: Millstatt am See) یک منطقهٔ مسکونی در اتریش است که در ناحیه اشپیتال آن در دراو واقع شده‌است. میلستات ۳٬۳۵۷ نفر جمعیت دارد.

## خواهرخوانده
شهرهای هلیگولند، وندلینگن آن در نکا و سان دانیله دل فریولی خواهرخوانده‌های میلستات هستند.